# 陳三立

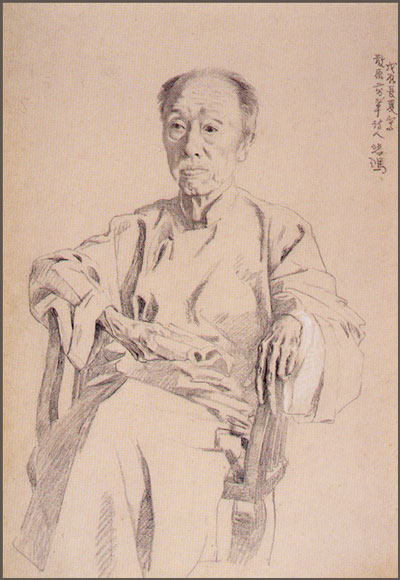
陳三立（徐悲鴻画）

陳 三立（ちん さんりつ）は、清末から中華民国にかけての同光体詩人。字は伯厳、号は散原。江西鉄道の総弁を長く勤め同社名誉総理。
父親の陳宝箴は変法派の人物で、陳三立自身も譚嗣同・丁恵康・呉保初とともに「維新四公子」と称された。戊戌の政変後は政治から離れ、詩人として活動した。子は画家の陳衡恪と歴史学者の陳寅恪である。陳家は江西の名家の出。

## 年表
- 1882年：郷試を受験するが八股文ではなく散文で答案を作成したため、最初は答案を遺棄されたが、主考官の陳宝琛に評価され挙人となる。
- 1886年：進士となり、吏部主事となる。
- 1895年：康有為の組織した強学会に参加。父の任地の湖南省に赴き、変法運動を推進。
- 1898年：戊戌の政変で「奸邪を招引した」として免職となる。南昌に移住。
- 1900年：南京に移住。陳宝箴死去。
- 1903年：三江師範学堂の総教習となる。柳詒徴が思益小学を創設するのに協力。
- 1905年：李有棻らと鉄道会社を興し、南潯線を建設。
- 1906年：湯寿潜と中国商弁鉄路公司を創設。
- 1911年：辛亥革命に反対し、上海に移住。清朝を懐かしむ文人たちと詩社を結成。
- 1923年：杭州に移住。
- 1924年：ラビンドラナート・タゴールと会見。
- 1926年：上海に戻る。
- 1929年：廬山に赴き、詩集『匡廬山居詩』を執筆。
- 1932年：「国難会議」に出席を要請されたが、出席しなかった。
- 1936年：ロンドンでの国際ペンクラブ大会に胡適とともに中国代表として選ばれるが、老齢のため出席できなかった。
- 1937年：盧溝橋事件発生の報を聞いて食を断ち、5日後に死亡。